# Tosia
Tosia  (лат.) — олиготипный род морских звёзд семейства гониастерид (Goniasteridae). Впервые выделен в 1840 году британским зоологом Джоном Эдуардом Греем.

## Систематика
Включает в себя три биологических вида:
- Tosia australis Gray, 1840
- Tosia magnifica Muller & Troschel, 1842
- Tosia neossia Naughton & O'Hara, 2009

## Распространение
Все три вида являются эндемиками юго-восточного побережья Австралии, обитающими на мелких скалистых рифах.